# Александр из Эг
Александр из Эг (др.-греч. Ἀλέξανδρος; I в.) — философ-перипатетик, ученик Созигена Александрийского и наставник Нерона. Жил в Риме в I веке.
Он написал комментарии к трудам Аристотеля «Категории» и «О небе». В XIX веке Александру из Эг ошибочно пытались приписать некоторые сочинения Александра Афродисийского.